# دلتا النيل

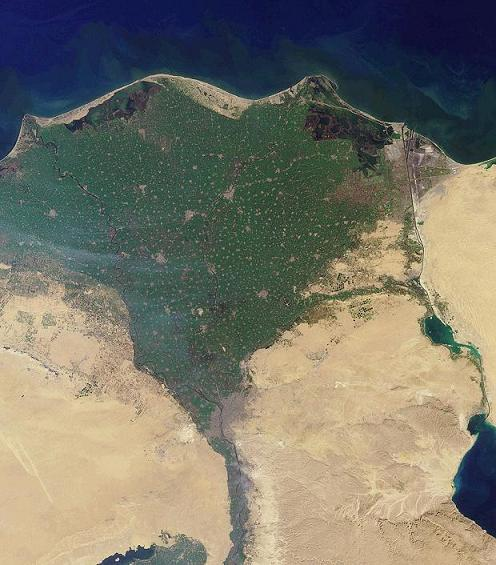
صورة فضائية تظهر دلتا النيل المصرية

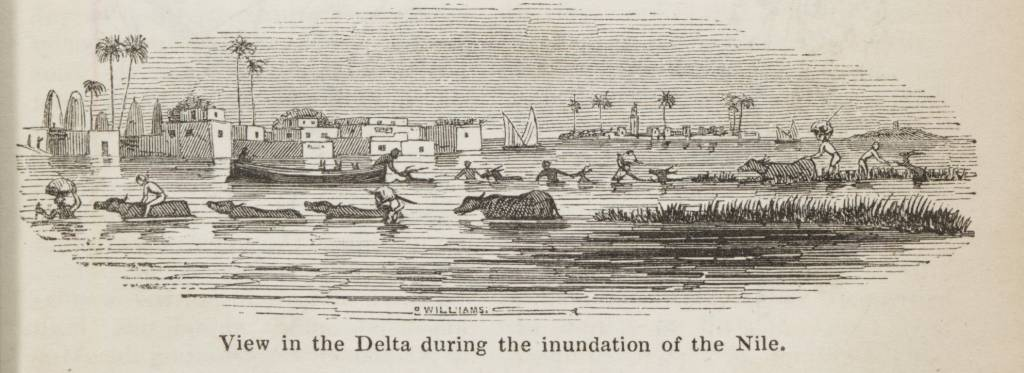
مشهد فيضان النيل سنة 1847م

دلتا النيل هي دلتا تكونت في شمال مصر (الوجه البحري) حيث يتفرع النيل إلى فرعين يصبان في البحر المتوسط. فرع دمياط في الشرق وينتهي بمدينة دمياط وفرع رشيد في الغرب وينتهي عند مدينة رشيد. وهي واحدة من أكبر الدلتا في العالم - تمتد من بورسعيد في الشرق حتى الإسكندرية في الغرب وسميت بالدلتا لأنها تشبة المثلث. وهي تشغل مسافة مساحة 240 كيلومتر على ساحل البحر المتوسط. وتتميز الدلتا بالأراضي الزراعية الخصبة الصالحة للزراعة في أي وقت. يبلغ طول الدلتا من الشمال للجنوب حوالي 160 كم. وتبدأ الدلتا من الجنوب بالقرب من مدينة القاهرة عند القناطر الخيرية.
كان قدماء المصريين يسمون الدلتا «تا محيط» بمعني «أرض (ناحية) البحر». وكان تاج ملك مصر السفلى في عهود الفراعنة هو التاج الأحمر.

## الشكل والتكوين
تكونت الدلتا بفعل طمي النيل الذي كان يأتي مع الفيضان من منابع النيل وينتهي به المطاف عند البحر المتوسط ليرسب الطمي مكوناً يابس ومع الفيضانات وكثرة الطمي تكونت الدلتا؛ تتخذ دلتا النيل شكل المثلث عند النظر إليها من أعلى؛ الحدود الشمالية للدلتا تآكلت بسبب تناقص كمية طمي النيل الذي منه تكونت الدلتا وبسبب البحر المتوسط، وأيضاً والأهم كان السبب الرئيس هو التقلبات في منسوب سطح البحر العالمي والذي لوحظ أنه ارتفع خلال القرنين الماضيين بحوالي 30 سنتيمترا، وبالتالي نتج عن ذلك كله أن تكونت بحيرات ساحلية أهمها بحيرة المنزلة في الدقهلية وبحيرة البرلس في كفر الشيخ. وقد أصبحت الأرض الزراعية أقل خصوبة بعد إنشاء السد العالي وبدأ المزارعون في استخدام الأسمدة الكيماوية لسد النقص في تغذية التربة. تصل التربة السطحية في الدلتا إلى 70 قدم عمقاً. وتتدرج خصوبة التربة من الجنوب إلى الشمال فنجد الشمال تقل فيه خصوبة التربة بسبب الملوحة الزائدة.

## التاريخ

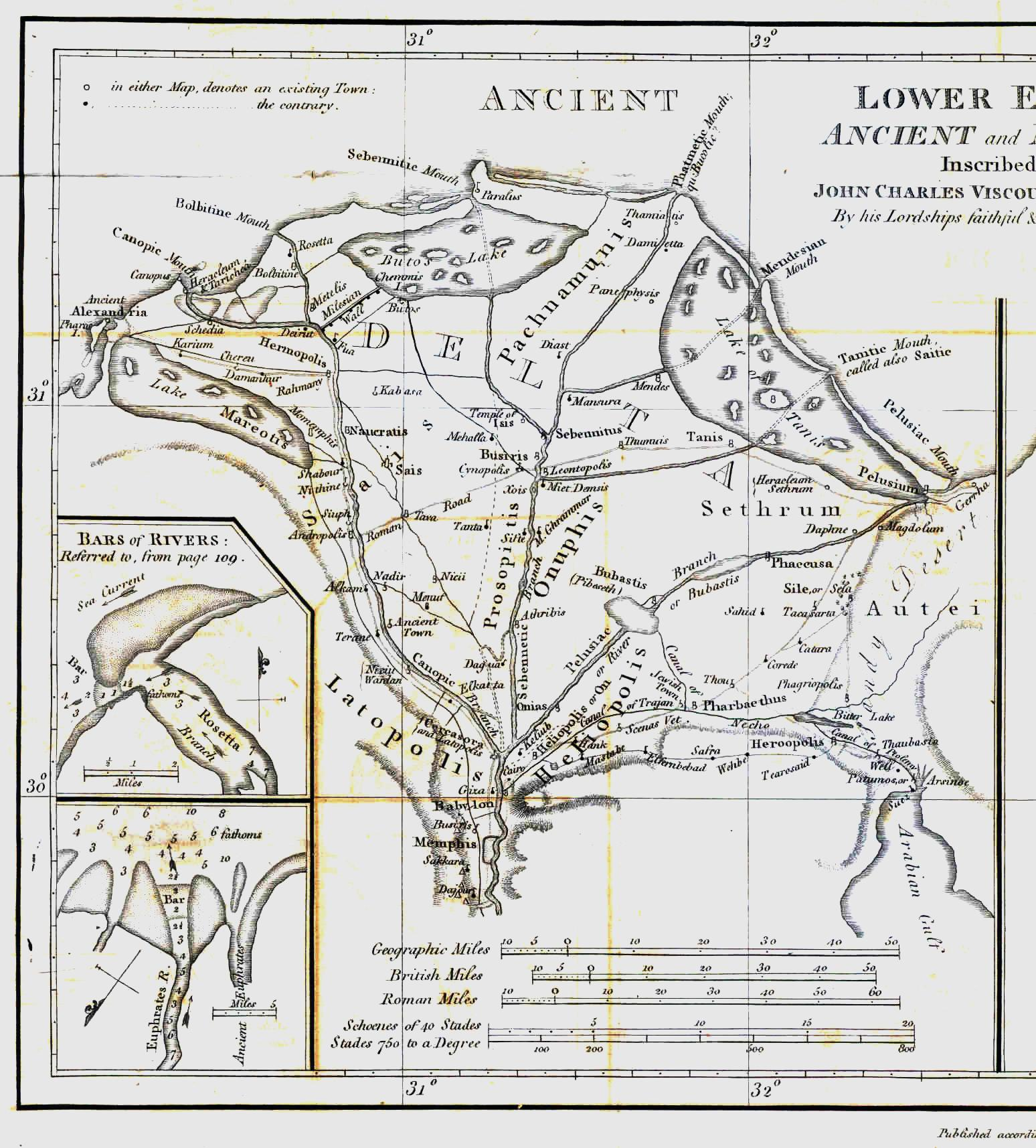
خريطة مصر القديمة التي رسمها جيمس رينل بناء على كتابات هيرودوت خلال العصر الكلاسيكي، ويظهر فيها جغرافيا دلتا النيل وفروعه السبعة.

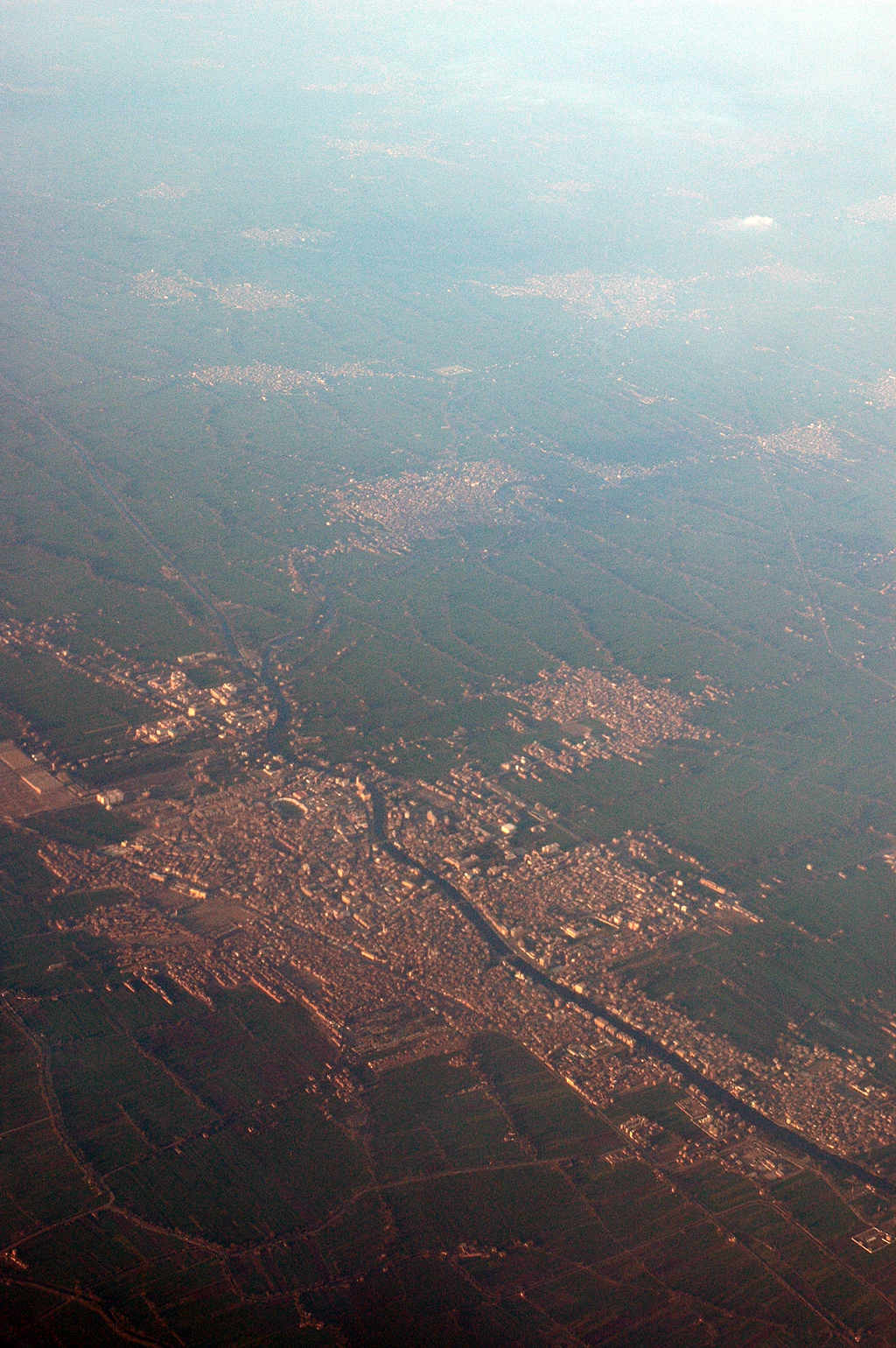
مدينة شبين الكوم جنوب الدلتا.

عاش الناس في دلتا النيل منذ آلاف السنين، وكانوا يعملون بالزراعة لمدة لا تقل عن خمسة آلاف سنة وكان نهر النيل يفيض مرة كل عام ولكن بعد إنشاء السد العالي تجنبت مصر خطر فيضان النيل، وإن ظهرت حديثاً بعض الدراسات التي أظهرت بعض الآثار السلبية لبناء السد العالي على البيئة والتربة.
عُثِر على حجر رشيد عام 1799 في مدينة رشيد الساحلية التي تقع في غرب الدلتا وهو الحجر الذي فكَّ طلاسم الحضارة الفرعونية القديمة.
أيضاً كان الصليبيون يهاجمون مصر من حدود الدلتا الشمالية حيث دارت المعارك بين المصريين والصليبيين في مدن الدلتا وأهم هذه المعارك كانت معركة المنصورة، وفارسكور التي انتصر فيها المصريون وتم أسر ملك فرنسا لويس التاسع في دار ابن لقمان بالمنصورة.

### فروع النيل السبعة
في العصور القديمة، كان نهر النيل يتفرع في الدلتا إلى سبعة فروع. لم يتبق منها الآن إلا فرعان نتيجة مكافحة الفيضانات وانجراف التربة. وهذه الفروع هي (من الشرق إلى الغرب):
1. البيلوزي (بالإنجليزية: the Pelusiac)
2. التانيتي (بالإنجليزية: the Tanitic)
3. المنديسي (بالإنجليزية: the Mendesian)
4. الفاتنيتي أو الفاتميتي (فرع دمياط الآن) (بالإنجليزية: the Phatnitic)
5. السبنتيني (بالإنجليزية: the Sebennytic)
6. البلبتي (بالإنجليزية: the Bolbitinic)
7. الكانوبي (فرع رشيد الآن) (بالإنجليزية: the Canopic)

## الحيوانات والنباتات
خلال فصل الخريف تُغطي أجزاء من نهر النيل باللون الأحمر الذي يميز أزهار اللوتس. ويتميز نهر النيل أيضاً بالنباتات التي تصنع منها أوراق البردي التي لم تعد متوفرة بكثرة كما كانت من قبل.
تأتي مئات الطيور من جميع أنحاء العالم في فصل الشتاء إلى دلتا النيل. وأهمها أسراب النورس التي تأتي بأعداد كبيرة جداً وتتخذ أيضاً بعض الطيور الدلتا موطنا لها مثل مالك الحزين والزقزاق.
تنتشر في دلتا أيضاً حيوانات مثل الضفادع والسلاحف البحرية والناموس وكانت توجد من قبل تماسيح النيل التي اختفت تماما من دلتا النيل والعديد من الأسماك النهرية.
أهم الزرعات في دلتا النيل
الأرز - القمح - القطن - الذرة - البرسيم - الفواكه - اللب وغيرها من محاصيل المناطق المعتدلة.

## الطقس
يسود في دلتا النيل مناخ البحر المتوسط مع سقوط الأمطار في الشتاء ولكن ليس بكميات كبيرة. يعد شهري يوليو وأغسطس من أكثر الشهور حرارة في الدلتا حيث يكون المتوسط حوالي 30 درجة مئوية وأقصى درجة حرارة 48 درجة مئوية. في فصل الشتاء تكون درجة الحرارة عادة بين 5 درجات و 15 درجة مئوية. ومعدل تآكل تربة دلتا النيل هو 50 كم كل عام وحسب التقدريات فإن دلتا النيل ستختفي تماماً بحلول عام 2550.

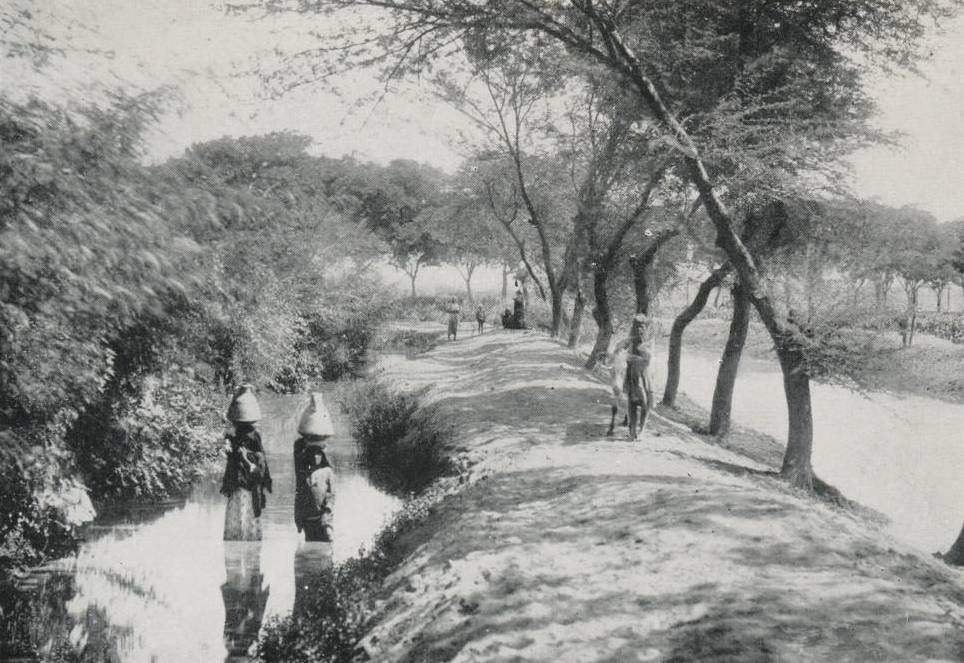
ريف مصر سنة 1906م

## محافظات الدلتا
- الإسكندرية
- البحيرة
- الدقهلية
- الشرقية
- الغربية
- القليوبية
- المنوفية
- بورسعيد
- دمياط
- كفر الشيخ

## أهم مدن دلتا النيل

### أكبر المدن
- المحلة الكبرى
- المنصورة
- طنطا
- الزقازيق
- دمياط
- كفر سعد
- كفر البطيخ
- فارسكور
- كفر الشيخ
- كفر الدوار
- دمنهور
- شبين الكوم
- بنها
- الجمالية
- فاقوس

### مدن أخرى
- الحامول
- بيلا
- سيدي سالم
- ميت غمر
- دسوق
- زفتى
- بلقاس
- رشيد آخر اتصال بين النيل والبحر
- دكرنس
- الباجور

دشرت, التاج الأحمر لشمال مصر في العهود الفرعونية.

- رأس البر آخر اتصال بين النيل والبحر
- بلطيم
- جمصة
- منوف
- سمنود
- كوم حمادة
- المنزلة
- الزقازيق
- طلخا
- شربين
- السنبلاوين
- فاقوس
- فارسكور
- كفر الزيات
- فوة
- سيدي غازي

## أهم القرى
- سجين الكوم
- الستاموني
- كفر الكردي
- الكوم الطويل
- سلكا
- دميرة
- دقميرة
- فرامون
- بساط
- ميت زنقر
- ديسط
- كتامة
- كفر زيادة
- بير شمس
- نفيا
- صفط تراب
- ميت يزيد
- الكفر الشرقي
- شبراملس
- كفر ششتا
- النوافعة
- بخاتي
- منشأة سليمان
- مشلة
- قبريط